# Diocesi di Meloe di Licia
La diocesi di Meloe di Licia (in latino: Dioecesis Meloënsis in Lycia) è una sede soppressa del patriarcato di Costantinopoli e una sede titolare della Chiesa cattolica.

## Storia
Meloe di Licia, nei pressi di capo Gelidonya nell'odierna Turchia, è un'antica sede episcopale della provincia romana di Licia nella diocesi civile di Asia. Faceva parte del patriarcato di Costantinopoli ed era suffraganea dell'arcidiocesi di Mira.
La diocesi è documentata nelle Notitiae Episcopatuum del patriarcato di Costantinopoli fino al XII secolo.
Incerta è l'attribuzione dei vescovi a questa antica sede episcopale, per l'omonimia con altre diocesi bizantine dell'epoca, in particolare la sede di Mela in Bitinia e la sede di Meloe in Isauria. Le Quien attribuisce alla diocesi della Licia il vescovo Niceta, che prese parte al concilio di Nicea del 787, dove il suo nome appare sia nelle liste di presenza che in quelle delle sottoscrizioni. Tuttavia in queste liste il nome di Niceta si trova sempre assieme agli altri vescovi della Bitinia, suffraganei di Nicea; poiché nelle liste conciliari i vescovi suffraganei sono sempre raggruppati per province ecclesiastiche, Niceta non fu vescovo di Meloe di Licia, ma di Mela di Bitinia.
Nei concili di Costantinopoli dell'869-870 e dell'879-880 era presente Paolo episcopus Melae sive Meles in qualità di sostenitore del patriarca Ignazio. Nel solo concilio dell'879 era inoltre presente il vescovo Petrus Meloes, sostenitore del patriarca Fozio. Questi vescovi sono assegnati da Le Quien alla diocesi della Licia; la Prosopographie der mittelbyzantinischen Zeit li assegna invece rispettivamente alla diocesi di Mela e alla diocesi di Meloe di Isauria.
Unico vescovo attribuibile con certezza a questa antica sede vescovile è Sisoes, documentato da un sigillo databile tra X e XI secolo.
Dal 1933 Meloe di Licia è annoverata tra le sedi vescovili titolari della Chiesa cattolica; il titolo finora non è stato assegnato. A questa sede vengono attribuiti da Konrad Eubel i vescovi titolari Miltensis.

## Cronotassi dei vescovi greci
- Paolo ? † (prima dell'869 - 879)
- Pietro ? † (menzionato nell'879)
- Sisoes † (X/XI secolo)